# Marfa Rabkova
Marfa Aljaksandrauna Rabkova (in bielorusso Марыя Аляксандрівна Рибакова, in in russo Марфа Аляксандрівна Рабкова? Maria Aleksandrovna Rabkova; 6 gennaio 1995) è un'attivista bielorussa, coordinatrice dell'organizzazione per i diritti umani Viasna Human Rights Centre.
Nel 2020 è stata arrestata dalle autorità bielorusse per il suo attivismo e rinchiusa nel carcere cautelare SIZO n. 1. Nel 2021 le è stato assegnato il Premio Homo Homini insieme ad altri tre attivisti per i diritti umani bielorussi, arrestati anch'essi. È stata condannata a 15 anni di prigione in un processo politico, la più alta condanna di una donna per un reato politico e non violento in Bielorussia (assieme a quella in contumacia contro la leader dell'opposizione bielorussa Svjatlana Cichanoŭskaja), in seguito alle proteste in Bielorussia del 2020-2021, pena in seguito ridotta di 3 mesi.

## Biografia
Ha frequentato l'Università Statale Bielorussa di Pedagogia ma è stata costretta a ritirarsi dopo essere stata arrestata durante una marcia vicino all'Università. Si è poi iscritta all'Università statale A. Kuleshov Mogilev, ma ha affermato di non essere riuscita a completare gli studi e a trovare un lavoro a causa delle pressioni delle autorità. Nel 2017 è entrata all' European Humanities University a Vilnius, Lituania. Nel 2019 è diventata responsabile della rete di volontari del Viasna Human Rights Centre in Bielorussia.
Nel 2020, Rabkova si è offerta volontaria presso il Viasna Human Rights Centre, nel corso delle elezioni presidenziali bielorusse del 2020. All'inizio delle proteste di massa, ha iniziato a documentare prove di torture e abusi da parte delle autorità bielorusse. È stata arrestata il 17 settembre 2020. Il 19 settembre 2021 è stata trasferita al SIZO n. 1 a Minsk. Diversi gruppi bielorussi per i diritti umani l'hanno riconosciuta come prigioniera politica. Le organizzazioni internazionali per i diritti umani Amnesty International, Front Line Defenders e l'Observatory for the Protection of Human Rights Defenders hanno chiesto il suo rilascio immediato. Agnieszka Brugger, membro del Bundestag è diventata il suo "padrino". Durante la prigione cautelare la sua salute peggiorò; lamentava dolori addominali, mal di denti e infiammazione dei linfonodi ma non ricevette cure mediche adeguate. Secondo suo marito, ha perso in prigione 20 chilogrammi, ha contratto il COVID-19 e ha iniziato a soffrire di svenimenti e di bassa pressione sanguigna. Inoltre, non le è stato permesso di partecipare al funerale di suo padre. Anche suo marito Vazdym è stato in seguito arrestato.
Inizialmente, Rabkova è stata accusata ai sensi dell'articolo 293 del codice penale (parte 3, "Addestramento o altra preparazione di persone per la partecipazione a sommosse di massa o finanziamento di tale attività"). L'11 febbraio 2021, è stata indiziata sulla base di altri due articoli: il 130 ("Incitamento all'odio") e il 285 (parte 2, "Partecipazione ad organizzazione criminale"). Sulla base di queste accuse, rischiava una pena di detenzione fino a 12 anni.
Nel 2021, Rabkova ha ricevuto il Premio Homo Homini assieme ad altri tre attivisti per i diritti umani bielorussi anche loro arrestati.
Nell'ottobre del 2021, è stata organizzata al Centro Culturale Renato Russo di Brasilia, una mostra "Democracy has a woman's face" dedicata alle proteste delle donne in occasione delle elezioni presidenziali in Belarus del 2020. Gli organizzatori hanno realizzato un'installazione ricreando una cella di prigione tappezzata da locandine con le storie delle donne imprigionate, tra le quali quella di Marfa Rabkova.
Il 6 settembre 2022, Rabkova è stata condannata a 15 anni di carcere e a pagare una multa di 22.400 rubli bielorussi (oltre 8.800 dollari). Si tratta della pena più alta per una donna in Bielorussia, assieme a quella comminata in contumacia alla leader dell'opposizione bielorussa Svjatlana Cichanoŭskaja. È stata inserita in una lista di "terroristi" in quanto Viasna è stata dichiarata organizzazione "estremista". In tribunale ha dichiarato: «mi state etichettando come "estremista", affermando che ero un elemento distruttivo, ero piena di odio e avevo perso le mie radici. Ma io faccio parte della società tanto quanto voi. L'unica differenza è che chiamo le cose per quello che sono e non posso ignorarle. La violenza è violenza, le repressioni sono repressioni e la guerra è guerra. Non c'è altra via».
Il 28 febbraio 2023, la Corte Suprema ha condannato definitivamente Marfa Rabkova a 14 anni e 9 mesi di reclusione in una colonia penale di sicurezza generale, riducendo di 3 mesi la pena. La dissidente liberata (nel 2025 con Sjarhej Cichanoŭskij e altri) Natallia Dulina ha dichiarato che a Rabkova, detenuta con lei e Maryja Kalesnikava a Homel' non è consentito effettuare trasferimenti di denaro per acquistare beni extra tramite il denaro inviato dalla famiglia.
Diversi dei rilasciati hanno lanciato appelli in suo favore, così come anche Svjatlana Cichanoŭskaja.